# 1413 Roucarie
1413 Roucarie eller 1937 CD är en asteroid i huvudbältet som upptäcktes den 12 februari 1937 av den franske astronomen Louis Boyer vid Algerobservatoriet. Den har fått sitt namn efter Roucarie Boyer, upptäckarens moder.
Asteroiden har en diameter på ungefär 19 kilometer och den tillhör asteroidgruppen Eos.